# Платовский Элеватор
Пла́товский Элева́тор — село в Новосергиевском районе Оренбургской области. Входит в состав Покровского сельсовета.

## География
Село находится к югу от железнодорожной линии Самара — Оренбург, гранича с селом Покровка и станцией Платовка.

## Население
| 2010 |
| ---- |
| 144  |

### Национальный состав
Согласно результатам переписи 2002 года, в национальной структуре населения русские составляли 91 % из 384 чел.